# Єгиптянин
«Єгиптянин» (фін. Sinuhe Egyptiläinen) — перший і найуспішніший із великих історичних романів фінського письменника Міка Валтарі. Події відбуваються у Стародавньому Єгипті, переважно під час правління Аменхотепа IV Ехнатона із XVIII династії фараонів, якого вважають першим монотеїстичним правителем у світі. Книгу опубліковано 1945 року. За романом знято фільм (1954).

## Сюжет
Головним героєм роману є вигаданий персонаж Синуге, королівський лікар, який розповідає свою історію у вигнанні після падіння і смерті Аменхотепа IV Ехнатона. Окрім подій у Єгипті, роман змальовує також подорожі Синуге до Сирії (Левант), Мітанні, Вавилону, Криту та до хеттів.
Головний персонаж названий на честь героя «Сказання про Синуге». Первинна історія відома ще за часів XII династії фараонів.
Серед історичних персонажів є фараон Аменхотеп III, його улюблена дружина Тія, дружина Ехнатона Нефертіті, млявий молодий Тутанхамон. Також два наступники фараона — священик Ай та воїн-генерал Хоремхеб. За задумом автора, останні двоє були невід'ємною частиною підйому і падіння Амарнського святотатства Ехнатона. Хеттський цар Суппілуліума I не з'являється на сцені, але протягом книги постає його загрозливий образ абсолютно безжального завойовника і тиранічного правителя. Серед інших історичних постатей є: Азіру (правитель Амурру), Тутмес (скульптор), Бурна-Буріаш II (вавилонський цар), і, під іншим ім'ям, Заннанза, син Суппілуліума I. Наречена Заннанзи є збірним образом принаймні трьох історичних постатей: самої Анхесенамон, першої дружина Хоремхеба та матері Рамсес I. Історичний Хоремхеб помер бездітним.
Хоча Валтарі використав деякі художні прийоми, щоб об'єднати біографії Синуге та Ехнатона, в усьому іншому він намагався бути точним у історичних деталях із життя Єгипту й ретельно досліджував предмет. Результат відзначили також єгиптологи[джерело?].
Валтарі давно цікавився Ехнатоном і написав п'єсу про нього, яку поставили в Гельсінкі 1938 року. Друга світова війна дала йому натхнення розкрити предмет у романі, який, не дивлячись на те, що зображує події, які відбулися понад 3300 років тому, насправді відображає сучасні почуття розчарування і втому від війни, передає песимістичне послання незмінності людської природи протягом століть. Загрозливий король Суппілуліума I має багато спільного із Адольфом Гітлером.
Таке повідомлення викликало широкий відгук у читачів після Другої світової війни, і книга стала міжнародним бестселером, очоливши список бестселерів у США 1949 року. Книга залишалася найбільш успішним іноземним романом у США, доки роман «Ім'я рози» італійського письменника Умберто Еко не перевищив її за продажами.
Роман «Єгиптянин» перекладено 40 мовами.

## Переклади
- ISBN 1-55652-441-2, Naomi Walford, Independent Pub Group 2002 — англійською мовою[3];
- ISBN 80-85637-00-6, Marta Hellmuthová, Šimon & Šimon 1993 (7th ed.) — чеською мовою;
- ISBN 87-00-19188-4, Inger Husted Kvan, Gyldendal 2007 — данською мовою;
- ISBN 964-407-174-3, Zabihollah Mansuri, Zarrin 1985[=1364 H.sh] — перською мовою;
- ISBN 83-07-01108-6, Zygmunt Łanowski, Czytelnik 1962 (ISBN is for the 1987 edition) — польською мовою;
- ISBN 85-319-0057-3, José Geraldo Vieira, Belo Horizonte 2002 — португальською мовою;
- ISBN 91-46-16279-8, Ole Torvalds, Wahlström & Widstrand 1993 — шведською мовою;
- OCLC 492858623, Johannes Aavik, Orto Publishing House 1954 — естонською мовою;
- ISBN 5-450-01801-0, Johannes Aavik, Eesti Raamat 1991 (2nd ed.) — естонською мовою;
- ISBN 978-9985-3-1983-3, Piret Saluri, Varrak 2009 — естонською мовою;
- ISBN 963-07-1301-2, Endre Gombár, Európa Könyvkiadó, Budapest 1978 — угорською мовою;
- ISBN 978-86-6157-008-7, Veljko Nikitović and Kosta Lozanić, NNK Internacional, Belgrade, 2011 — сербською мовою;
- ISBN 978-84-9759-665-7, Manuel Bosch Barret. Plaza & Janés y Mondadori-Grijalbo — іспанською мовою;
- ISBN 978-3-404-17009-8, Andreas Ludden. Bastei Lübbe Verlag, Cologne 2014 — німецькою мовою;
- ISBN _________________, Aharon Amir. Zmora Bitan Publishing, 1988 — мовою іврит;
- Yiannis Lampsas. Kaktos, 1984 — грецькою мовою.